# Premio Multishow de Música Brasileña 2022
La 29ª ceremonia anual del Premio Multishow de Música Brasileña se llevó a cabo el 18 de octubre de 2022 en el Jeunesse Arena, Río de Janeiro, Brasil. Fue interpretada por Gloria Groove, Linn da Quebrada y Marcos Mion.

## Presentaciones
| Artista                          | Canción |
| Pre-show                         | Pre-show |
| -------------------------------- | --- |
| Ana Castela                      | "Pipoco" |
| Jovem Dionisio                   | "Acorda Pedrinho" |
| Priscila Alcantara               | "Você é um Perigo" " Uptown Funk" "Correntes" "Sobreviví" "Tudo Pah" " Bomba" "Tremendo Vacilão" "Bang" "Máscaras" "Graveto" "Supervivor" |
| Thiago Pantaleão                 | "Lambo" "Joga Na Minha Cara" "Desculpa por Eu Não Te Amar " "Mente pra Mim" "Fim do Mundo"                                                |
| Xamã                             | "Era uma Vez" "Malvadão 3" |
| Ceremonia principal              | |
| Ludmilla                         | "Tic Tac" "Modo Avião" "Maldivas" |
| Diego & Víctor Hugo              | "Facas" "Desbloqueado" "Beijo de Glicose"                                                                                                 |
| L7nnon Bianca Leo do Furduncinho | "Gratidão" "Freio da Blazer" "Ai Preto"                                                                                                   |
| Liniker Dona Onete               | "Baby 95" "Jamburana" "Banzeiro" |
| Gloria Groove                    | "A Queda" "Leilão" "Bonekinha" "Vermelho"                                                                                                 |
| Criollo Planet Hemp              | "Distopía" |
| Luísa Sonza Xamã                 | "O Conto dos Dois Mundos (Hipocrisia)" "Hotel Caro" "Poesia Acústica #13"                                                                 |
| Thiaguinho                       | "Falta Você" "Travessia" "Um Dia de Domingo" "Palco" "Final Feliz" "Sou o Cara pra Você" "Ainda Bem"                                      |
| Larissa Luz Linn da Quebrada     | Homenaje a Elza Soares "Não Tá Mais de Graça"                                                                                             |
| Jão                              | "Meninos e Meninas" "Idiota" |
| Iza                              | "Suave" "Mo Paz" "Maldita sea" |

## Presentadores
- Vitão y Maju Trindade - Dúo presentado del año
- Guilherme Guedes - Instrumentista presentado del año, Productor musical del año y Portada del año
- Junior Lima - Show presentado del año
- Guito Show - Canción destacada del año
- Rafael Portugal y Marcos Mion - álbum presentado del año
- Gloria Groove y Rodrigo Teaser - Presentaron el Éxito del Año

## Ganadores y nominados
Los nominados fueron revelados el 29 de agosto de 2022.
| Artista del Año | Voz del Año |
| --- | --- |
| - Anitta - Gloria Groove - Gusttavo Lima - Jão - João Gomes - L7nnon - Ludmilla - Luísa Sonza | - Gloria Groove - Anitta - Iza - Jão - Liniker - Ludmilla - Luísa Sonza - Marisa Monte |
| Grupo del Año | Dúo del Año |
| - Lagum - Afrocidade - Bala Desejo - Black Pantera - Gilsons - Grupo Menos é Mais - Jovem Dionisio - Raça Negra | - Maiara y Maraisa - Anavitória - Diego & Victor Hugo - Henrique & Juliano - Jorge & Mateus - Matheus & Kauan - Tasha & Tracie - Yoùn |
| Álbum del Año | Espectáculo del Año |
| - Lume – Filipe Ret - Versions of Me – Anitta - Lady Leste – Gloria Groove - Numanice #2 – Ludmilla - Pirata – Jão - Pra Gente Acordar – Gilsons - QVVJFA? – Baco Exu do Blues - Sobre Viver – Criolo | - Turnê Irmãos – Alexandre Pires e Seu Jorge - Turnê Meu Coco – Caetano Veloso - Turnê Nu – Djonga - Tour AmarElo – Emicida - Turnê Pirata – Jão - Turnê Numanice – Ludmilla - Tour Portas – Marisa Monte - Turnê Infinito – Thiaguinho                                                                                      |
| Canción del Año | Hit del Año |
| - "Envolver" – Anitta - "Acorda Pedrinho" – Jovem Dionisio - "Desenrola Bate Joga de Ladin" – L7nnon, Os Hawaianos e DJ Bel da CDD (part. DJ Biel do Furduncinho) - "Fé" – Iza - "Maldivas" – Ludmilla - "Malvadão 3" – Xamã, Gustah e Neobeats - "Vampiro" – Matuê, Teto e WIU - "Vermelho" – Gloria Groove | - "Maldivas" – Ludmilla - "Envolver" – Anitta - "Acorda Pedrinho" – Jovem Dionisio - "Dançarina" – Pedro Sampaio e MC Pedrinho - "Desenrola Bate Joga de Ladin" – L7nnon, Os Hawaianos e DJ Bel da CDD (part. DJ Biel do Furduncinho) - "Idiota" – Jão - "Malvadão 3" – Xamã, Gustah e Neobeats - "Vermelho" – Gloria Groove |
| Clip TVZ del Año | Revelación del Año |
| - "Boys Don't Cry" – Anitta (Dirección: Anitta e Christian Bleslauer) - "A Queda" – Gloria Groove (Dirección: Felipe Sassi) - "Acorda Pedrinho" – Jovem Dionisio (Dirección: Bernardo Pasquali) - "Cachorrinhas" – Luísa Sonza (Dirección: Fernando Nogari) - "Envolver" – Anitta (Dirección: Anitta) - "Fé" – Iza (Dirección: Felipe Sassi) - "Idiota" – Jão (Dirección: Pedro Tófani) - "Vermelho" – Gloria Groove (Dirección: Belle de Melo) | - Ana Castela - Bala Desejo - Jovem Dionisio - Mari Fernandez - Nattanzinho - Rachel Reis - Tasha & Tracie - Urias |

### Súper jurado
| Instrumentista del Año | Productor musical del Año                                                                              | Portada del año |
| --- | --- | --- |
| - Pretinho da Serrinha - Amaro Freitas - Castilhol - Hamilton de Holanda - Jonathan Ferr - Kiko Dinucci - Mateus Asato - Silvanny Sivuca | - Papatinho - Eduardo Pepato - Pablo Bispo - Prateado - Pupillo - Rafinha RSQ - Ruxell no Beat - Vhoor | - "Fé" – Iza - Versions of Me – Anitta - Furia – Urías - Lady Leste - Gloria Groove - Lume – Filipe Ret - Portas – Marisa Monte - QVVJFA? – Baco Exu do Blues - Urucum – Karol Conká |

## Resumo
| Más nominados - Anitta – 8 - Gloria Groove – 8 - Jão – 6 - Ludmilla – 6 - Jovem Dionisio – 5 - Iza – 4 - Luísa Sonza – 3 - L7nnon – 3 - Gilsons – 2 - Marisa Monte – 2 | Más premiados - Anitta – 3 |